# Pardo de Cela
Pedro Pardo de Cela Aguiar e Ribadeneira, conhecido como Dom Pedro Pardo de Cela nascido em Betanzos em 1425 e degolado em Mondoñedo em 17 de dezembro de 1483, foi um marechal galego medieval, decapitado diante da catedral mindoniense por mandato do governador do reino nomeado pelos Reis Católicos.

## Trajetória
Segundo filho de Xoán Nunes Pardo de Cela, o Velho, comendeiro de bispado de Mondoñedo, e de Teresa (ou Violante) Rodríguez de Aguiar, ao falecer seu irmão herdou as propriedades e privilégios da família. A sua posição melhora ao casar com a filha do Conde de Lemos, Isabel de Castro, que tinha vindo com o seu tio, Pedro Henrique de Castro, bispo de Mondoñedo (1426-1445) para a cidade episcopal, onde Pardo de Cela era meiriño, em representação da casa de Lemos. O bispo deu em dote de casamento todas as rendas do bispado, a não ser as que necessitava para o seu sustento. Falecido o bispo em 1445, Mas Pardo translada-se a Viveiro, onde chega a ser presidente da Câmara (a referência mais antiga que se tem dele é uma sentença de 1464 em que se intitula presidente da Câmara de Viveiros e comendeiro do bispado) e em 1474 já tem o título de Marechal. Compra a "casa do Carballo de Galdo" cabeça de seu morgado. Ganhou muitos benefícios por herança, casamento e concessão real.
Foi pai de Constanza de Castro e de Beatriz:

### A revolta irmandinha
Apesar de que a historiografia galeguista chegasse ao extremo de fazer dele um Irmandinho, o certo é que foi um dos seus mais acérrimos inimigos e teve que fugir de Galiza até a restauração nobiliária. De sua ferocidade dá conta a famosa frase referida por Pedro Paxariño no preito Tabera - Fonseca, onde Pardo de Cela lhe diz ao Conde de Lemos que enforque todos os seus servos:
Ao finalizar a revolta com restabelecimento da nobreza e da Santa Irmandade, ainda ficaram preitos pendentes, em 1467 a Condessa de Santa Marta queixava-se à irmandade:
Em 1469 a Câmara Municipal de Viveiro envia uma relação do rei, que se queixam da violência dos nobres:

### A guerra de sucessão

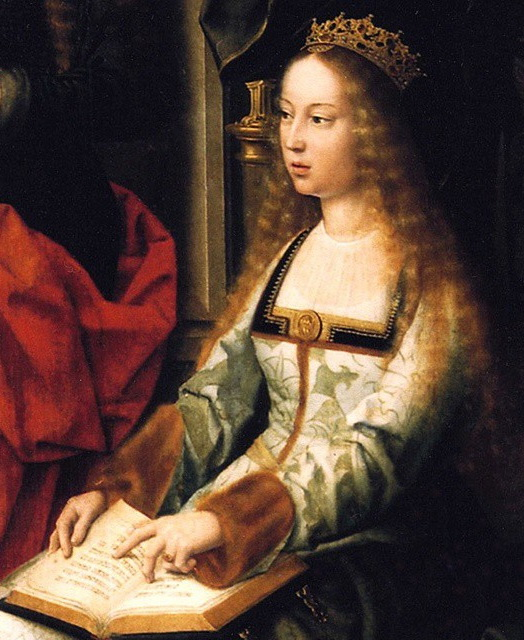
A rainha Sabela era prima de Isabel de Castro, a muller de Pero Pardo.

A morte de Henrique IV de Castela, a maioria da nobreza castelhana apoiou a causa de Isabel I de Castela, acusando à filha do rei Joana de ser filha ilegítima de Beltrán de la Cueva e alcumándoa la Beltraneja. A nobreza galega em geral apoiou a herdeira mais legítima que ademais supunha a união dos Reino de Castela e Portugal frente à união com Aragão. Pardo de Cela, junto com a sua família política e o bispo Alonso I de Fonseca, puseram da parte de Isabel e parece que o Marechal chegou a combater em Zamora. Participou também junto a Fonseca no cerco a Pontevedra de 1476.

### O confronto com a coroa
O seu apoio a Isabel a Católica contra a pretendente legítima Joana de Trastâmara foi depressa recompensada pela nova rainha ratificando todos os seus privilégios e sendo confirmado no seu cargo de alcaide de Viveiro. Porém o marechal não ia acomodar-se à política de controle da nobreza dos novos reis e logo entrou em conflito com eles. Em 1476 é destituído da alcaldia pelos Reis Católicos. Em 10 de junho de 1478 os reis comínano a satisfazer as suas dívidas com a coroa imediatamente e em 26 desse mês Fernando de Aragão proíbe construir fortalezas, utilizar portos e entrar em Viveiro e na sua comarca, sob pena de confisco. Nesse mesmo ano os Reis Católicos escrevem aos concelhos de Santa Marta de Ortigueira e Mondoñedo para que não o deixem entrar nas suas limites. É neste clima de confronto com os cidadãos e com a coroa que chega a Galiza em 1480 Fernando de Acuña com ordes claras de pacificar o reino e restabelecer os direitos usurpados, como lhe escriveu a rainha esse mesmo ano:
Assustado ante o perigo que corre a sua vida, pede uma carta de "seguro e amparo" aos Reis e refugia-se na Fortaleza da Frouseira, onde se faz forte e derrotar freqüentemente às tropas castelhanas e às "Hermandades", comandadas por Acuña e Luís de Mudarra. A rainha confirma em carta a Fernando de Acuña, em 4 de novembro de 1480 a fidelidade do seu vassalo:
Ainda assim a perseguição continua. Em 1483 cai a Fortaleza da Frouseira e 7 de dezembro é detido na casa de Fons Yáñez em Castrodouro (no atual município de Alfoz, Lugo) e levam preso a Mondoñedo, onde dez dias depois lhe cortam a cabeça "por cruel e poderoso", segundo palavras do Poder Real.
A causa de sua morte não fica clara. A tradicional atribuição de uma vontade explícita dos reis não está documentada, o que levou a alguns estudiosos a atribuí a confrontos com a nobreza local que naquele momento apoiava a Acuña (e que tinha muitos assuntos pendentes com o marechal). Já as crônicas da época insinuam a situação de Acuña mas sem deixar claro que apoiava a quem:
 Isso apoia a teoria de que Acuña, incapaz de controlar o território aproveitou um momento de fraqueza de seus oponentes com a morte do Conde de Lemos para dar um golpe de força e tentar subjugar a nobreza rebelde. Isto concorda com o fato de que Fernando de Acuña foi deposto de seu cargo no início do ano seguinte, mas não perdeu a confiança dos reis e acabaria os seus dias como vice-rei em Sicília.

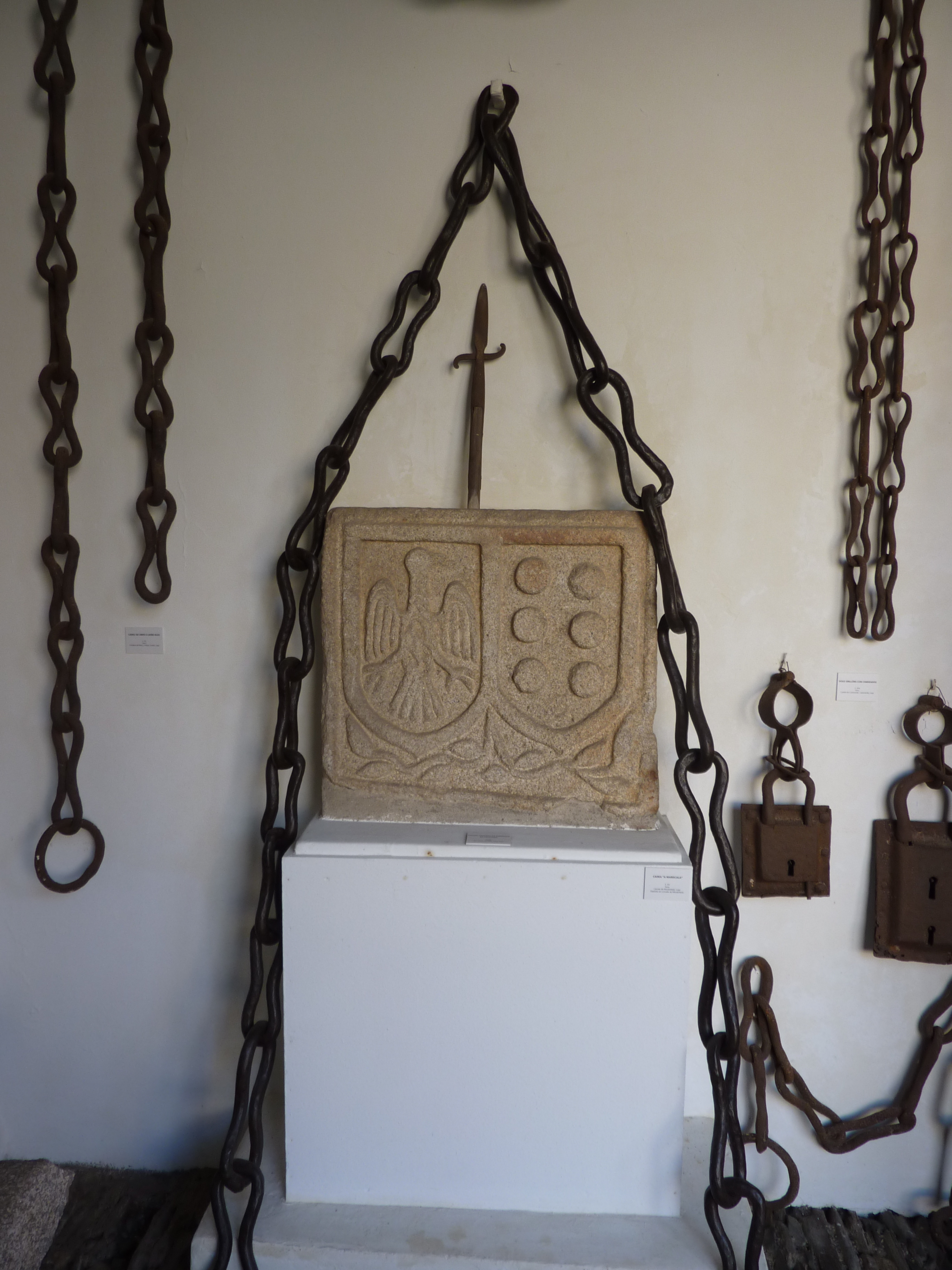
A Marechal, corrente que a tradição diz que manteve preso o Pardo de Cela

A figura do marechal é uma das mais mitificada da História da Galiza. Muitas vezes foi usada como símbolo de resistência da Nobreza galega frente à Nobreza castelhana, visão que a historiografia deu como simplificada por outros. Da mesma forma, também o é a intenção de fazer do marechal um criminoso sem escrúpulos. Pardo de Cela era um personagem normal no seu ambiente: A nobreza galega da época que duvidava entre a união com Portugal ou com Castela e que tentava extorquir os servos de tal forma que levou às revoltas irmandinhas.

## A lenda
Segundo a lenda os mandatarios reais tramaram a traição da Frouseira ante a impossibilidade de a poder conquistar. A Pardo de Cela teríano vendido os 23 criados que defendiam a fortaleza. Os "cantares" dizem que o traidor foi Roi Cofano do Valadouro. A grade luta durante três anos na Frouseira, a traição dos criados e degolamento, com semelhanças à morte de Jesus, convertem rapidamente em "mito" e começa a ser trobado em feiras e mercados.
Jesús, nosso Redentor,

e por questes treydores,

### A Ponte do Passatempo

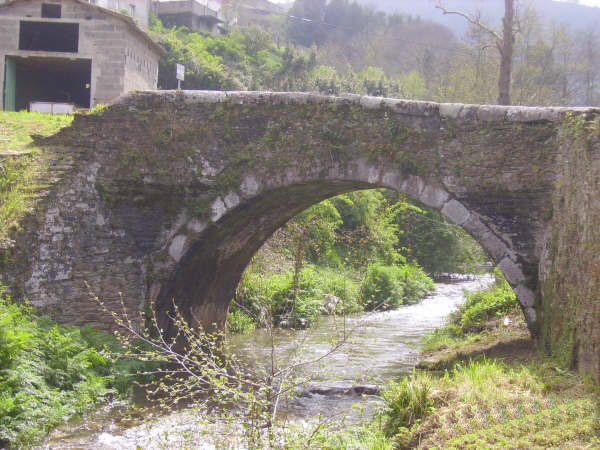
A Ponte do Passatempo em Mondoñedo.

No entanto, a lenda mais tradicionalmente assente em torno da execução do Marechal diz que a sua mulher, Isabel de Castro, trazia com ela o perdão real quando foi divergida em um lugar conhecido como a "ponte do passatempo" pelas gentes do bispo de Mondoñedo, inimigo do Marechal. Porém, a execução estaria a consumar-se e a cabeça do marechal, já desprendida do corpo, estaria a rodar pelos degraus do cadafalso, enquanto seus lábios ainda pronunciavam as palavras "credo, credo, credo".
Atualmente, a ponte do passatempo é ainda um lugar visitado de Mondoñedo e a lenda em torno da morte do Marechal tem feito correr rios de tinta em forma de poemas, canções, romances, ensaios histórico-lendários e análise científico-históricas destinados a esclarecer que parte poderia ter realmente a lenda de Pardo de Cela.

## A tumba do marechal
A única coisa que sabemos nos últimos meses do Marechal é graças à chamada "relações da carta executoria" (da qual existem três versões, duas em Língua galega e uma em Língua castelhana). Uma relações foi encontrado no Palácio de Taboi, concelho de Outeiro de Rei, e escrita com quase toda a certeza por um membro da família dos Saavedra, ali pelo ano 1515.
Nesse texto, expressa a propósito do seu soterramento:

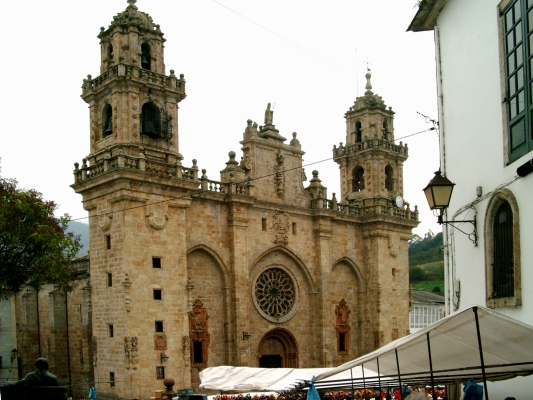
Pero Pardo foi degolado publicamente na praça de Mondoñedo frente à Catedral de Mondoñedo.

Parece que foi exatamente como diz a "relações", pois, ao fazer algumas obras na catedral mindoniense no dia 16 de março de 1965, ficou a descoberto uma sepultura com o brasão de armas do Marechal e com a inscrição  'Pardo de Cela Arno de Viveiro' no mesmo lugar que assinala o documento. Levantada a lápide, apareceram três crânios com os ossos correspondentes, abaixo deles, os restos do citado arcediago, João Pardo de Cela, que morreu no 1613.
Como assinala o doutor Enrique Cal Pardo no prólogo do livro "Mito do Marechal" é evidente a relação familiar dos restos do Marechal e de seu filho com a tumba do arcediago se acrescentamos que ademais foi encontrada uma moeda com a efígie de Henrique IV de Castela, segundo depoimento do doutor D. F. Mayán, presente durante a abertura da tumba-. Evidentemente esta moeda não podia ser do arcediago.
No âmbito destas obras se mudou para lápide do Marechal para outro sitio da  Catedral mindoniense. Concretamente pôs frente da capela da Virgem Inglesa. Durante este translado deteriorou a lápide: ainda hoje tem cimento em cima e agora é ilegíveis. A colocação original da tumba era com o púlpito do Evangeo, e porta da Capela mor da Catedral de acordo com a Família Saavedra.

## Veja-se também

### Outros artigos
- Castelo da Frouseira
- Casa do Carballo de Galdo
- Castelo do Castrodouro